# تپه‌ها چشم دارند (فیلم ۱۹۷۷)
تپه‌ها چشم دارند (انگلیسی: The Hills Have Eyes) فیلمی آمریکایی در سبک ترسناک به نویسندگی، کارگردانی و تدوین وس کریون و بازی سوزان لانیر، مایکل بریمن و دی والاس است. داستان فیلم در مورد کارترها، خانواده‌ای است که پس از گیر افتادن در بیابان نوادا مورد هجوم خانواده‌ای وحشی و آدمخوار قرار می‌گیرند. این فیلم اغلب با نقدهای مثبتی روبرو شد و منتقدان روایت متشنج و شوخ‌طبعی آن را تحسین کردند. برخی منتقدان فیلم را شامل نقدی بر اخلاقیات و سیاست‌های آمریکایی تفسیر کرده‌اند و این فیلم از آن زمان به فیلمی کالت بدل گشته است. کریون دنباله‌ای برای این فیلم با عنوان تپه‌ها چشم دارند قسمت دوم کارگردانی کرد که در سال ۱۹۸۵ منتشر شد.